# Iamdra Fermín
Bản mẫu:Infobox presenter Iamdra Fermín Hernández (sinh ngày 03 tháng 12 năm 1984), tên ngắn là Iamdra, là một người giới thiệu chương trình truyền hình, MC và nữ diễn viên người Dominica. Fermín được công nhận là một trong những biểu tượng của giới trẻ trong truyền hình Dominica. Cuối năm 2013, cô tuyên bố sẽ đến Tây Ban Nha để học truyền thông.

## Thơ ấu và gia đình
Iamdra Fermín sinh ra tại Santo Domingo, Cộng hòa Dominican. Mẹ của cô, Blanca Hernández, là một nhà sản xuất và nhà báo truyền hình trong những năm 1980 và đầu những năm 1990. Ông nội của cô, Hugo Hernández Llaverías, là một trong những người thông báo đầu tiên của Dominican.
Fermín tốt nghiệp Summa Cum Laude về tiếp thị tại Đại học Ibero American và có "MBA Essentials" từ Pontificia Universidad Católica Madre y Maestra. Ngoài ra, cô là Tổng Giám đốc của TV Educa Productions S.A., một công ty sản xuất TV do mẹ cô làm chủ tịch.

## Sự nghiệp
Sự xuất hiện đầu tiên của Fermín trên truyền hình Dominica đã xảy ra khi cô là cô bé chỉ mới tám tháng tuổi, trên một quảng cáo truyền hình vào giữa những năm 1980. Sự nghiệp của Iamdra chính thức bắt đầu vào năm 1992 khi thực hiện quảng cáo và xuất hiện lẻ tẻ trong các phân đoạn dành cho trẻ em cho một số chương trình truyền hình bao gồm cả mẹ cô.
Sự nghiệp của cô đã nổi bật vào năm 1995 khi cô tham gia chương trình thiếu nhi "Topi-Topi" của Radio Televisión Dominicana, làm người dẫn chương trình chính. Ở đó, cô tham gia khoảng năm năm với tư cách là một thành viên. Chương trình được xác nhận là một trong những chương trình thành công nhất trong lịch sử Dominican. Năm 2001, Fermín đã thực hiện chương trình đầu tiên của mình: "Conecta con Iamdra" (Kết nối với Iamdra); và sau đó cô đã dẫn dắt các chương trình video âm nhạc "La Vellonera" (The Jukebox) và "Top Ten" của Mango TV.
Từ 2003 đến 2012, Fermín đã dẫn dắt "Iamdra Full" của Tele Antillas, một trong những chương trình dành cho lứa tuổi vị thành niên thành công nhất ở nước này từ trước đến nay. Năm 2013, chương trình được đổi tên từ "Iamdra Full" thành "Iamdra"; tìm kiếm một hình ảnh trưởng thành hơn.
Vào năm 2014, Iamdra làm Thạc sĩ Giải trí ở Tây Ban Nha.